# Hansueli Schenkel
Hansueli Schenkel (* 11. August 1946 in Zürich; † 8. Januar 2022) war ein Schweizer Kameramann und Mitglied der Swiss Cinematographer’s Society, die 1996 gegründet wurde.

## Leben
Nach einer Lehre als Feinmechaniker besuchte Schenkel von 1969 bis 1971 die Bayerische Staatslehranstalt für Photographie in München, wo er zum Fotografen ausgebildet wurde. Zwischen 1972 und 1976 arbeitete er als freischaffender Fotograf und Kameramann und anschliessend von 1976 bis 1980 an der ETH Zürich als Fotograf und Fachberater. Ab 1980 war er als freischaffender Kameramann tätig.
Schenkel war an der Realisation zahlreicher Spielfilme und Dokumentarfilme beteiligt. Mehrere seiner Filme wurden ausgezeichnet, wie beispielsweise Terra incognita von Peter Volkart, der unter anderem 2006 beim Schweizer Filmpreis als Bester Kurzfilm des Jahres ausgezeichnet wurde. Beim Zürcher Filmpreis 2005 erhielten sowohl Peter Volkart für Terra incognita als auch Hansueli Schenkel für seine langjährigen Verdienste als Kameramann einen mit 10'000 Franken dotierten Preis. Bödälä – Dance The Rhythm von Gitta Gsell gewann den Publikumspreis der Solothurner Filmtage, der wichtigsten Werkschau für den Schweizer Film. Schenkel war auch Kameramann für den Film Zimmer 606 von Peter Volkart. Der Film wurde am Filmfestival von Sitges 2012 mit dem Méliès d’Or als bester europäischer Fantasy-Kurzfilm ausgezeichnet. An der Veranstaltung in Spanien konkurrierten 15 Filme um die prestigeträchtige Auszeichnung. Zimmer 606 wurde bereits im Juli 2012 am Neuchâtel International Fantastic Film Festival mit drei Preisen geehrt.

## Filmographie
- Melody of Noise (2015) als Hansueli Schenkel
- Subotika: Land of Wonders (2015)
- Zimmer 606 (2012)
- Eigentlich wollten wir zurückkehren (2012)
- Das Album meiner Mutter (2011)
- Grenzgänge mit Andrea Vogel (2010)
- Bödälä – Dance The Rhythm (2010)
- Pausenlos (2009)
- Musikliebe (2008)
- Telling Strings (2007)
- Zwischen den Welten (2006)
- Irène Schweizer (2005)
- Venedig soll sehr schön sein (2005) (TV)
- Gramper und Bosse – Bahngeschichten (2005)
- Terra incognita (2005)
- Das Paar im Kahn (2004) (TV)
- Lücken im Gesetz (2004) (TV)
- Hungern gegen Wände (2004)
- SeelenSchatten (2002)
- Grosse Gefühle (1999/I)
- Propellerblume (1998)
- Liebe Lügen (1995)
- Der Stand der Bauern (1994)
- Ruhe und Unordnung (1994)
- Sophie Taeuber-Arp (1993)
- Die zukünftigen Glückseligkeiten (1990) (TV)
- Ein anderes Leben (1988)
- Deshima (1987)
- Personaggi e interpreti (1987)
- FRS – Das Kino der Nation (1985)
- Noah und der Cowboy (1985)
- Lieber Vater (1984)
- Das Flugjahr (1981)
- Schilten (1979)